# Sierra de Algayat
La sierra de Algayat es una cadena montañosa que se extiende a lo largo de 7 kilómetros por los términos municipales de La Romana, Algueña, Hondón de las Nieves y Orihuela, en la provincia de Alicante. Pertenece a las cordilleras Béticas y sus dos cimas principales son la Peña Grossa (1087 m s. n. m.) y la Peña de la Mina (1053 m s. n. m.). En esta sierra se encuentra la Microrreserva de flora Ombria de l'Algaiat.

## Hidrografía
De la sierra parten numerosas ramblas, que desembocan en la zona de la Boquera. En la sierra se puede encontrar la Font del Cucarró de la que nace un pequeño caudal de agua que desemboca en una pequeña balsa. Esta zona recibe abundantes precipitaciones en comparación con los municipios de alrededor, superando los 350mm anuales.

## Flora y fauna
La Sierra de Algayat, como el resto de montañas de la comarca, vivió una profunda deforestación durante los siglos XIX y XX influida por el clima árido de la zona y un excesivo aprovechamiento para la obtención de leña, pastos y cultivos de secano. No obstante, durante las últimas décadas la masa forestal ha ido creciendo exponencialmente, gracias a un cambio de tendencia social que ha propiciado tanto repoblaciones como el cese de talas y el abandono de cultivos de almendro que propicia que el bosque recupere terrenos por sí mismo. De este modo, presenta una vegetación mediterránea típica. El árbol principal es el pino carrasco (Pinus halepensis), que forma grandes y profundos bosques en la zona de umbría, hacia el valle de Algayat y la sierra del Coto. Abunda la coscoja, el esparto, el madroño, el tomillo, el romero y el espino negro, así como todo tipo de plantas aromáticas típicas de la zona.
Su fauna está formada principalmente por el conejo (Oryctolagus cuniculus), cabe destacar el jabalí (Sus scrofa) y el zorro. Entre las aves, son muy comunes la perdiz, algunas especies de águila o el cuervo piquirojo.

## Clima
La sierra tiene zonas más secas y zonas más húmedas. Así pues, la zona que da a Hondón de las Nieves es una zona más de solana, más árida y agreste. Mientras, la zona de umbría, la que da al Valle del Algayat y la Boquera, frente a la sierra del Reclot, es una zona mucho más verde y húmeda, con profundos bosques de pinares. 
En invierno la temperatura media de las mínimas es de -5 °C, siendo la mínima absoluta de -12 °C. La máxima alcanzada en la cima fue de 35 °C. El hecho de tener inviernos tan fríos hace que en algunos se produzcan nevadas en esta sierra.
- Datos: Q30908817